# Lisa Riecken
Lisa Riecken (Hamburg, 29 juli 1949) is een Duitse actrice.
Na de middelbare school studeerde Riecken zang en acteren in Berlijn. Naast de vele toneelstukken waarin ze te zien is geweest, speelde ze vaak in operettes. Op de Duitse televisie speelde ze rollen in Weiberwirtschaft, Harold und Eddi en Vater einer Tochter. Ook had ze een gastrol in Millionerbe van acteur en cabaretier Günter Pfitzmann. In 1992 was Riecken te zien in de speelfilm Endstation Harembar van Rainer Wolffhardts. De film is gebaseerd op het boek van Heinrich Mann. Bij het Duitse publiek is ze vooral bekend door haar rol als Elisabeth Meinhart in Gute Zeiten, schlechte Zeiten. Samen met Frank-Thomas Mende is zij sinds de eerste aflevering in 1992 te zien.

## Filmografie
- 1979: Vater einer Tochter
- 1985: Tatort – Tod macht erfinderisch
- 1987: Weiberwirtschaft (televisieserie)
- 1987: Harald und Eddi (televisieserie)
- 1987: Der Landarzt (televisieserie), aflevering Alles noch mal von vorn
- 1987: Hals über Kopf (televisieserie), aflevering Zeitpille
- 1989: Fragen Sie Frau Dr. Cora (televisieserie)
- 1989: Ein Heim für Tiere (televisieserie)
- 1990: Steuergeheimnisse
- 1990–1993: Der Millionenerbe
- 1992: Endstation Harembar
- 1992–2010, 2011: Gute Zeiten, schlechte Zeiten (televisiesoap)
- 1993: Zwei halbe sind noch lange kein ganzes (televisieserie)
- 1994: Im Namen des Gesetzes (televisieserie), aflevering Fassadenschwindel Teil 1 und 2
- 1999: Nur ein toter Mann ist ein guter Mann

## Operetten
- als Laura – Bettelstudent (van Carl Millöcker)
- als Euridike – Orpheus in der Unterwelt (van Jacques Offenbach)
- als Helena – Die schöne Helena (van Jacques Offenbach)
- als Christine – Pariser Leben (van Jacques Offenbach)
- als Annina – Eine Nacht in Venedig (van Johann Strauss)
- als Janka – Ungarische Hochzeit (van Nico Dostal)
- als Liselott – Liselott von der Pfalz (van Eduard Künneke)
- als Lona Vonderhoff – Glückliche Reise (van Eduard Künneke)

- Gemeinsame Normdatei: 135426375
- International Standard Name Identifier: 0000 0000 5685 0080
- Virtual International Authority File: 80176512
- WorldCat: E39PBJjtckf3cW7GVjptV9Xjmd